# Landkreis St. Wendel
Landkreis Sankt Wendel is een Landkreis in de Duitse deelstaat Saarland. De Landkreis telt 86.458 inwoners (31 december 2020) op een oppervlakte van 476,14 km².
De enige stad, tevens Kreisstadt, in de Landkreis is Sankt Wendel.

## Bezienswaardigheden
- Straße der Skulpturen (St. Wendel) tussen St. Wendel en de Bostelsee bij Nohfelden.

Gemeenten in het Landkreis

Freisen ·
Marpingen ·
Namborn ·
Nohfelden ·
Nonnweiler ·
Oberthal ·
St. Wendel (stad) ·
Tholey
Merzig-Wadern · Neunkirchen · Regionalverband Saarbrücken · Saarlouis · Saarpfalz-Kreis · St. Wendel